# WWE '12
WWE '12 é um jogo eletrônico de wrestling profissional desenvolvido pela Yuke's e publicado pela THQ para os consoles PlayStation 3, Nintendo Wii e Xbox 360. Este é o primeiro jogo da série a ser desenvolvido exclusivamente para a sétima geração de Video-games. O jogo foi lançado no dia 22 de Novembro de 2011 na América do Norte. O jogo é baseado nas duas divisões da WWE, a Raw e a SmackDown.

## Jogabilidade
A ideia do jogo é renovar completamente a série de jogos da WWE, desde a jogabilidade até o nome. O jogo usa um novo sistema chamado Predator Technology, que permite que o jogo tenha movimentação mais fluida e realista que os antigos jogos da série e várias melhorias na inteligência artificial, nos gráficos e na jogabilidade. Além disso, as câmeras e os efeitos de iluminação foram melhorados.
Durante os combates, o sistema de golpes também foi melhorado. Além dos movimentos mais realistas também é possível parar golpes dos adversários e também atacar-los enquanto está aplicando um golpe em outro adversário.
O jogo conta com o retorno do WWE Universe, contando com novos eventos imprevisíveis com base nas escolhas do jogador. O modo Road To WrestleMania também retornará, com novas histórias e melhorias. Os modos de criação também estão no jogo, onde é possível criar novos wrestlers, entradas, movimentos especiais, arenas, histórias e vídeos, podendo também compartilhar as criações com outros jogadores pela Internet.

## Desenvolvimento
O jogo foi anunciado pela primeira vez em uma matéria exclusiva da IGN, onde afirmaram que um novo jogo da WWE está em desenvolvimento e que o jogo não faria mais parte da série Smackdown vs. Raw, passando a se chamar somente WWE '12, e que além disso um demo estaria disponível na E3 2011.
Inicialmente foram revelados, através de imagens, os lutadores Randy Orton, The Miz, John Cena, Zack Ryder, Kelly Kelly e Alberto Del Río, que aparece pela primeira vez em um dos jogos da franquia. Ainda antes da E3, surgiu um rumor de que o jogo também seria lançado para Playstation 2 e PSP, mas a THQ desmentiu o boato, dizendo que o jogo seria exclusivo da atual geração de consoles.

## Elenco
O jogo conta com a maior parte dos superstars da WWE até o WrestleMania XXVII, sendo que foi anunciado que o jogo teria 75 wrestlers, adicionando alguns presentes no elenco que não faziam parte da série até a edição de 2011, sendo eles Alex Riley, Alberto Del Rio, Husky Harris, Daniel Bryan, Mason Ryan, Michael McGillicutty, Heath Slater e Sin Cara. Além disso, o comentarista Jerry “The King” Lawler está disponível como DLC. Além dos atuais lutadores da WWE, o jogo conta com lendas e atletas da WWE Alumni, como Ax, Smash, Eddie Guerrero, Kevin Nash, Booker T, Batista, além de Brock Lesnar, a quem foi feito um grande hype, sendo citado por um tempo como lutador misterioso.
Para quem comprar a edição especial de pré-encomenda chamada de "The People's Edition", ganha como brinde acesso a lenda The Rock, quem foi escolhido pelo público para estampar a capa da edição especial. A exclusão de Shawn Michaels do elenco principal causou uma certa confusão pela parte dos fãs, porém mais tarde foi confirmado que ele faria parte do elenco, mas como DLC.
| Raw                  | SmackDown                | Divas                 | Lendas                                | Outros Personagens                                    |  |
| -------------------- | ------------------------ | --------------------- | ------------------------------------- | ----------------------------------------------------- |  |
| Alberto Del Rio      | Brodus Clay (DLC Grátis) | Alicia Fox (DLC)      | Arn Anderson                          | Jerry Lawler (Comentarista)                           |  |
| Alex Riley           | Chavo Guerrero           | Beth Phoenix          | Batista (DLC)                         | Justin Roberts (Anunciador de ringue)                 |  |
| Big Show             | Christian                | Brie Bella (DLC)      | Booker T                              | Michael Cole (Comentarista)                           |  |
| CM Punk              | Cody Rhodes              | Eve Torres            | Demolition Ax                         | Vince McMahon (Presidente e diretor executivo da WWE) |  |
| David Otunga         | Daniel Bryan             | Kelly Kelly           | Demolition Smash                      | Tony Chimel (Anunciador de ringue)                    |  |
| Dolph Ziggler        | Ezekiel Jackson          | Kharma (DLC)          | Eddie Guerrero                        | CHBTs (DLC)                                           |  |
| Drew McIntyre        | Heath Slater             | Layla                 | Edge                                  | Ricardo Rodríguez                                     |  |
| Evan Bourne          | Justin Gabriel           | Maryse Ouellet        | Kevin Nash                            |                                                       |  |
| Goldust              | Kane                     | Michelle McCool       | Jerry Lawler (DLC)                    |                                                       |  |
| Husky Harris         | Mark Henry               | Natalya               | Jim Ross (DLC)                        |                                                       |  |
| Jack Swagger         | Randy Orton              | Nikki Bella (DLC)     | "Macho Man" Randy Savage (DLC)        |                                                       |  |
| John Cena            | Sheamus                  | Trish Stratus (DLC)   | Mick Foley (DLC)                      |                                                       |  |
| John Morrison        | Sin Cara                 | Vickie Guerrero (DLC) | Ricky Steamboat                       |                                                       |  |
| Kofi Kingston        | Ted DiBiase              |                       | Road Warrior Animal                   |                                                       |  |
| Mason Ryan           | Tyson Kidd               |                       | Road Warrior Hawk                     |                                                       |  |
| Michael Cole (DLC)   | The Undertaker           |                       | Shawn Michaels (DLC)                  |                                                       |  |
| Michael McGillicutty | Wade Barrett             |                       | Stone Cold Steve Austin               |                                                       |  |
| R-Truth              | William Regal            |                       | The Rock (Exclusivo de pré-encomenda) |                                                       |  |
| Rey Mysterio         | Yoshi Tatsu              |                       | Vader                                 |                                                       |  |
| Santino Marella      |                          |                       | Kane Attitude Era (DLC Grátis)        |                                                       |  |
| The Miz              |                          |                       |                                       |                                                       |  |
| Triple H             |                          |                       |                                       |                                                       |  |
| Vladimir Kozlov      |                          |                       |                                       |                                                       |  |
| Zack Ryder           |                          |                       |                                       |                                                       |  |

## Recepção da Crítica
As versões do Xbox 360 e PlayStation 3 receberam críticas em geral positivas. IGN deu ao jogo uma média 9,0 de 10, afirmando que as mudanças de jogabilidade estão "dando uma nova vida nas mecânicas principais". Mike D'Alonzo da G4  "O melhor jogo de luta já feito".No entanto, Andy Hartup do Computer and Video Games deu ao jogo uma média 6,7 de 10 e escreveu que o jogo, "Oferece um pouco mais do que um novo brilho pintado sobre um produto velho".Dan Ryckert do Game Informer ecoou um sentimento, afirmando: "Graças a um modo história severamente degradado e uma falta de melhorias substanciais, este é o mais fraco título da WWE em anos."